# Semi Automatic Ground Environment

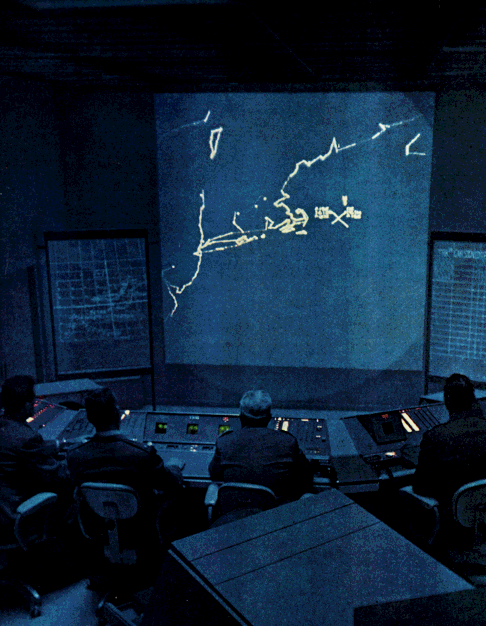
SAGE Sector Control Room. Lo schermo mostra la mappa degli Stati Uniti nel settore nord contrale.Le immagini sono fornite su concessione MITRE

SAGE, acronimo di Semi Automatic Ground Environment,  fu un sistema automatico di rilevamento, inseguimento e intercettazione di aerei nemici del NORAD utilizzato tra gli anni cinquanta e gli anni ottanta. Nel momento in cui il sistema fu completamente operativo, la minaccia degli aerei sovietici era oramai totalmente sostituita dalla minaccia dei missili balistici intercontinentali sovietici.
Tuttavia il SAGE fu un sistema molto innovativo, era un sistema on-line basato su computer, gestito in tempo reale che comunicava tramite modem. Generalmente il sistema viene considerato uno dei più avanzati e estesi sistemi informatici mai sviluppati.
Il lavoro di IBM per il progetto SAGE (il progetto e la realizzazione dei computer AN/FSQ-7, le valvole termoioniche e i nuclei di ferrite delle memorie alla base del computer Whirlwind II) fu un importante fattore di successo della società e sicuramente rafforzò il ruolo di leader di IBM nel settore dell'informatica.